# Geoff Stults
Geoffrey Manton Stults (Detroit, 15 de dezembro de 1977) é um ator norte-americano. Ele é conhecido por suas regulares funções em 7th Heaven, October Road e Cidade Feliz. Mais recentemente, ele atuou como Walter Sherman no Finder e como Sargento Pete Hill na Enlisted. Ele desempenhou o papel recorrente de Mitch, em temporadas 1-3 do Netflix série Graça e Frankie. Seus papéis no cinema incluem O Break-Up, Inesquecível, Só para Bravos, e 12 Forte.

## Biografia
Geoff Stults nasceu em Detroit, Michigan e criado em Green Mountain Falls no Colorado. Seu irmão é o ator George Stults. Formou-se em Manitou Springs High School. Ele se mudou para Los Angeles, e começou a realizar na faculdade de teatro produções enquanto participava de Whittier College, em Whittier, Califórnia.

### Carreira de futebol
Ele jogou profissionais grelha de futebol na Áustria como um wide receiver para o Klosterneuburg Mercenários (agora conhecido como o Danúbio Dragões).

### Carreira no Cinema
Stults começou a sua carreira aos sete anos de idade fazendo comerciais ao lado do seu irmão George. Ele apareceu em Everybody Loves Raymond, como um carteiro no episódio "o Que é com o Robert?" Ele conseguiu seu primeiro grande papel em 2002 como Ben Kinkirk, um bombeiro no departamento em que Mary Camden foi a formação e a Maria logo-a-ser, novo interesse amoroso, no seriado 7th Heaven. O papel de Ben, Kevin Kinkirk, foi interpretado por George Stults, seu irmão. Stults retratou Eddie Latekka por duas temporadas no popular ABC da série de drama October Road.
Seu primeiro papel importante no cinema veio em 2004, quando ele interpretou o papel masculino no feminino ação-comédia D. E. B. S., onde ele conheceu sua futura co-estrela de The Finder, Michael Clarke Duncan. Desde então, Stults teve pequena, mas memoráveis papéis em Wedding Crashers e O Break-Up, bem como maior papéis em A Express: O Ernie Davis História, Ela está Fora Da Minha Liga e L!fe Acontece.
Em 2010, Stults interpretou Dan (uma fusão do livro personagens populares El Bingeroso/PWJ/GoldenBoy) na adaptação para o cinema do eu Espero que Eles Servem Cerveja No Inferno. Ele estrelou o curta duração de televisão ABC da série Happy Town e apareceu em How I Met your Mother.

## Vida pessoal
Em junho de 2005, Stults foi relatado para estar em um relacionamento com a atriz e ex - Diva da WWE Stacy Keibler. A par apareceram juntos no MTV's Punk'd, com Keibler como o destinatário da brincadeira. Keibler e Stults são parte-proprietários da Fama de Hollywood, em 2006, a expansão de franquias da American Basketball Association.
Stults tem um cão, Walter P Sherman, cujo nome é uma homenagem ao seu personagem do programa de televisão, O Finder com a atual namorada Alana Marie, uma designer de interiores para Kelly Wearstler Co.

## Filmografia

### Cinema
| Ano  | Filme                                        | Personagem         | Notas                       |
| ---- | -------------------------------------------- | ------------------ | --------------------------- |
| 2001 | Obrigado, Boa Noite                          | Frat Boy           |                             |
| 2002 | Nantucket                                    | Steve Promover     |                             |
| 2002 | Não Há Lugar Como O Lar                      | Moisés             | Creditado como Geoff Stultz |
| 2002 | Estrada do rei                               | Todd Rei           |                             |
| 2004 | Bring It On Again.                           | Jogador De Futebol | Vídeo                       |
| 2004 | D. E. B. S.                                  | Bobby              |                             |
| 2005 | Wedding Crashers                             | Craig Garthe       |                             |
| 2005 | Na Mistura                                   | Chade              |                             |
| 2006 | O Break-Up                                   | Mike               |                             |
| 2006 | Roubo de carro                               | Tom                | Curto                       |
| 2006 | Dia 73 com Sarah                             | Steve              | Curto                       |
| 2008 | A Express: O Ernie Davis História            | Bob Lundy          |                             |
| 2009 | Eu Espero que Eles Servem Cerveja no Inferno | Dan                |                             |
| 2010 | Ela está Fora da Minha Liga                  | Cam                |                             |
| 2010 | Quente para Professores                      | Jack Slater        | Um Vídeo Curto              |
| 2011 | L!fe Acontece                                | Nicolas            |                             |
| 2011 | J. Edgar                                     | Raymond Caffrey    |                             |
| 2014 | O Sexo Oposto                                | Vince              |                             |
| 2017 | Inesquecível                                 | David              |                             |
| 2017 | Alta Baixa Quarenta                          | Cletus             |                             |
| 2017 | Only the Brave                               | Travis Turbyfill   |                             |
| 2018 | 12 Forte                                     | Sean Cofres        |                             |

### Televisão
| Ano        | Série                            | Personagem           | Notas                             |
| ---------- | -------------------------------- | -------------------- | --------------------------------- |
| 2000       | Everybody Loves Raymond          | Mailman              | Episódio: "What's With Robert?"   |
| 2000       | Undressed                        | Dale                 | 3 episódios                       |
| 2000       | L.A. 7                           | Sam                  | Episódio: "The Prom"              |
| 2000       | Spin City                        | Blake                | Episódio: "Smile"                 |
| 2001       | Grounded for Life                | Room Service Guy     | Episódio: "Like a Virgin"         |
| 2001       | The Chronicle                    | Luther Stubbs        | Episódio: "Let Sleeping Dogs Fry" |
| 2001–2006  | 7th Heaven                       | Ben Kinkirk          | participação especial             |
| 2002       | Project Viper                    | Young Zack Lover     | Telefilme                         |
| 2003       | L.A. Dragnet                     | Lee Calof            | Episódio: "The Big Ruckus"        |
| 2004       | Joey                             | Jake                 | Episódio: "Joey and the Party"    |
| 2004       | Las Vegas                        | Jay                  | Episódio: "Catch of the Day"      |
| 2004       | Hollywood Division               | Det. Vincent Booth   | Telefilme                         |
| 2005       | Confessions of an American Bride | Luke Stinson         | Telefilme                         |
| 2005–06    | Reunion                          | Peter Holland        | 5 episódios                       |
| 2007–08    | October Road                     | Eddie Latekka        | 19 episódios                      |
| 2010       | Happy Town                       | Tommy Conroy         | 8 episódios                       |
| 2010       | How I Met Your Mother            | Max                  | 2 episódios                       |
| 2011       | Bones                            | Walter Sherman       | Episódio: "The Finder"            |
| 2011       | Mad Love                         | Tom Stevens          | Episódio: "After the Fireworks"   |
| 2012       | The Finder                       | Walter Sherman       | 13 episódios                      |
| 2012       | Ben and Kate                     | Will                 | 5 episódios                       |
| 2014       | Enlisted                         | Sergeant Pete Hill   | 13 episódios                      |
| 2014       | Cuz-Bros                         | Nick                 | Telefilme                         |
| 2015–17    | The Odd Couple                   | Murph                | participação especial             |
| 2015       | Zoo                              | FBI Agent Ben Shafer | participação especial             |
| 2015, 2017 | Grace and Frankie                | Mitch                | participação especial             |
| 2018       | Man with a Plan                  | Leif Forrest         | 2 episódios                       |
| 2019       | Black Monday                     |                      | pós-produção                      |
| 2019       | The Neighborhood                 | Logan                | Episódio: "Welcome to Logan"      |